# Altolia
Altolia (Attulìa in dialetto messinese) è una frazione di Messina, situata 16 km a sud dal centro città, appartenente alla Circoscrizione I "Normanno".
Il paese è situato al confine con il comune di Scaletta Zanclea, sulle alte colline che sovrastano la vallata del torrente Giampilieri.

## Storia
Il suo nome è cambiato nei secoli: Actilia, Artilia, Artalia, Artelia, Lartilia, Artolia, per finire poi in Altolìa, che significherebbe "luogo lontano dal mare".
Il sito era probabilmente già esistente in tempi remoti (età del bronzo), vista la presenza nel sottosuolo di minerali di piombo, stagno, rame e ferro.
Al tempo delle incursioni saracene, che tra il IX secolo e il X secolo devastarono le coste italiane, le popolazioni rivierasche cercarono rifugio sulle alte colline, fondando villaggi o andando a ingrossare quelli già esistenti, dando così vita a siti come quello di Altolia.
La dominazione araba portò dei benefici, come l'impianto di nuove colture, come quella degli agrumi e soprattutto quella del gelso. Quest'ultima diede impulso alla manifattura artigianale della seta, che di ottima qualità, fu esportata in Italia e in Europa, fino alla seconda guerra mondiale, quando sia l'avvento delle fibre sintetiche, molto più economiche, prodotte industrialmente e sia l'eruzione vulcanica dello Stromboli, le cui ceneri portate dal vento coprirono le foglie di gelso, togliendo il nutrimento dei bachi e causando la morte degli stessi, determinarono la cessazione dell'attività con gravissime conseguenze economiche e sociali per l'intera zona.
Al tempo della dominazione normanna, Altolia divenne feudo dei Chiaromonte (XII secolo), il cui territorio si estendeva sino al mare, non esistendo ancora i casali di Giampilieri e Molino. 
Durante la rivolta antispagnola di Messina del 1674-78, Altolia parteggiò per gli spagnoli, anche per la vicinanza del feudo di Scaletta, il cui principe Ruffo era alleato di questi ultimi.
Durante i quattro anni di lotta, le case e le contrade della vallata vennero ripetutamente saccheggiate e incendiate, ora dagli spagnoli e ora dai francesi.
Nel 1678, alla fine della rivolta, nonostante l'appoggio dato dagli altoliesi agli spagnoli per il conseguimento della vittoria, le terre della vallata comprese tra Altolia, Molino a Giampilieri furono confiscate e poste in vendita.
Le acquistò tale Francesco Piccinini per conto di don Placido Ruffo, principe di Scaletta e della Floresta, che divenne così anche "Barone di Artalìa, Molino e Giampilieri". 
Nel 1727 i terreni vennero però espropriati e restituiti dal regio demanio.
La pestilenza che devastò Messina nel 1743 non toccò il villaggio.
I vari terremoti succedutisi a Messina nel 1783, 1854 e 1908 non danneggiarono particolarmente il paese, tranne il crollo del soffitto ligneo della chiesa Madre.
Nel 1940 fu costruita la strada provinciale che da Giampilieri Marina porta fino al villaggio, passando per Giampilieri Superiore e Molino, sostituendo la vecchia mulattiera che percorrendo il letto del torrente arrivava fino ad Altolia.
Il 1º ottobre 2009 è balzata tristemente agli onori della cronaca per l'alluvione e la frana, che è costata 37 vittime assieme a Giampilieri Superiore, Giampilieri Marina, Molino, Briga Marina, Briga Superiore e Scaletta Zanclea.
Dal 2019 un sistema satellitare monitora i lenti movimenti franosi sui versanti rocciosi, sovrastanti il villaggio di Altolia, che da dieci anni mette a rischio l'incolumità dei residenti, specialmente in occasione di piogge persistenti. Grazie alle più moderne tecnologie adesso potranno essere acquisiti tutti gli elementi necessari per pianificare un intervento risolutore.

## Infrastrutture e trasporti
Il villaggio di Altolia può essere raggiunto attraverso la strada provinciale 33 di Altolia che partendo dal bivio di Giampilieri Marina attraversa Giampilieri Superiore e, passando per il bivio di Molino, giunge infine in paese. La viabilità minore è rappresentata da vicoli e scalinate.
Altolia è collegato al centro cittadino da due linee di autobus dell'ATM: la linea nº 2 navetta (Altolia - Giampilieri Stazione FFSS - Briga sup.- Terminal ZIR) e la linea nº 1 Shuttle 100 (Giampilieri sup. - Torre faro)

## Cultura

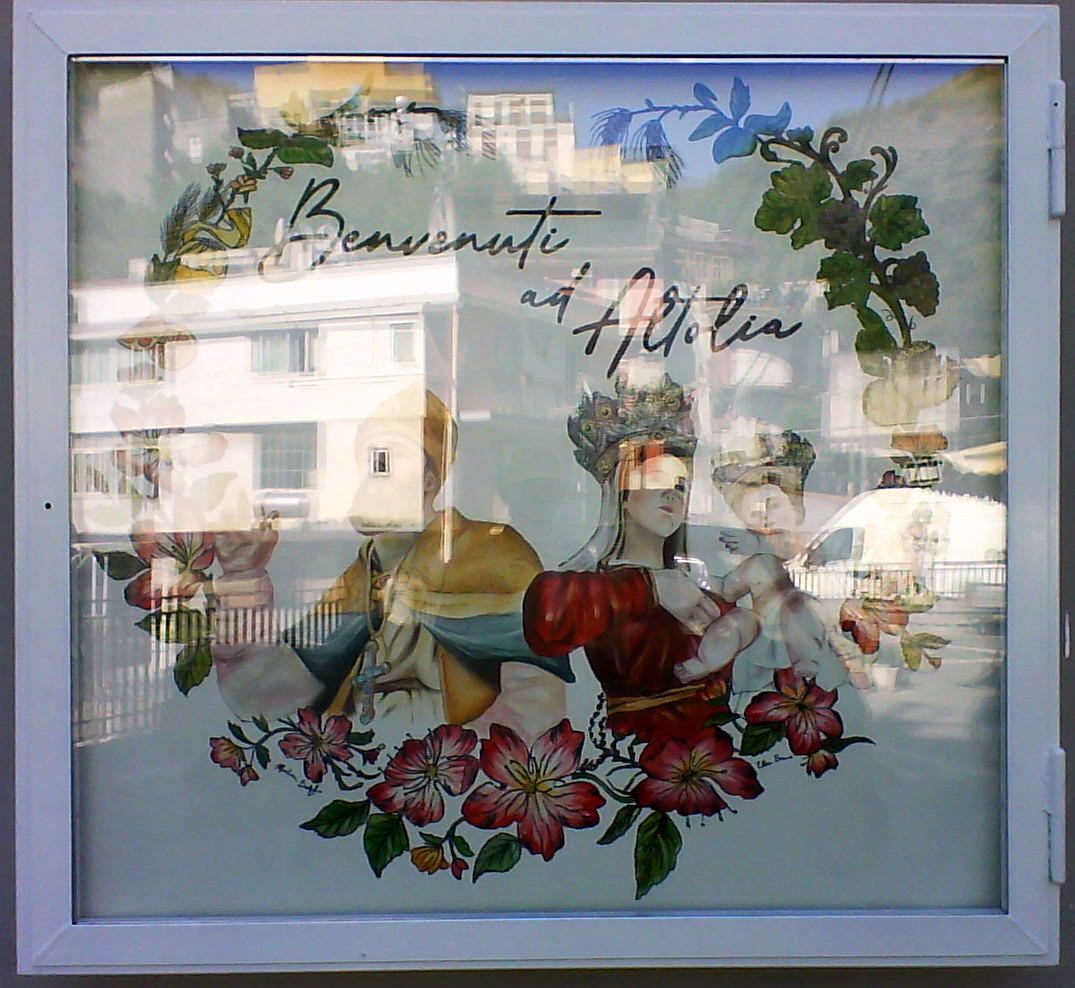
Benvenuti ad Altolia

### Eventi
- Ultima domenica di luglio: festa di San Biagio, patrono[4]

### Escursionismo
Occasionalmente, si organizzano con guide esperte escursioni verso il Pizzo Pietralunga a 790 m sul livello del mare. Il tragitto è caratterizzato da fitti boschi di castagno, terrazzamenti secolari e finestre panoramiche sullo stretto. 
Favoloso il panorama che abbraccia i borghi di Altolia, Scaletta e Itala. La cima infatti si trova esattamente sullo spartiacque di tre valli.
In discesa si incontrano numerosi “dammusi”, antichi palmenti con il tetto a forma di cupola o botte. In alcuni è ancora visibile la vasca di pigiatura, quella di raccolta del mosto e l’apertura dalla quale veniva versata l’uva.